# Орлик, Григорий Филиппович
Григо́рий Фили́ппович О́рлик (фр. Grégoire Orlyk, укр. Григорій (Григір) Пилипович Орлик; 5 ноября 1702, Батурин, Гетманщина, Малороссийский приказ, Русское царство — 14 ноября 1759, Минден, Пруссия) — граф, политический и военный деятель, генерал-лейтенант французской армии (25 мая 1759 года). Сын запорожского гетмана в изгнании Филиппа Орлика, крестник гетмана Ивана Мазепы.

## Детство и юность
Выходец из белорусско-литовской шляхты чешского (богемского) происхождения. Его крёстным отцом был гетман Иван Мазепа.
После поражения шведской армии в Полтавской битве 1709 года вместе с родителями бежал на турецкие земли, в Молдавию. В 1710 году его отец был провозглашён гетманом Войска Запорожского по смерти гетмана Мазепы казаками, последовавшими в эмиграцию вслед за Мазепой, потерпевшим поражение в Северной войне вместе с шведским королём Карлом XII.
В 1709—1713 годах жил в Бендерах, в 1711 году выступал заложником по Кайрскому договору. После заключения мирного договора России и Турции (по условиям которого шведский король и украинские сторонники Мазепы должны были покинуть турецкие территории), переехал с семьёй в Швецию.
Был зачислен федриком (прапорщиком) в гвардию короля Карла XII. В 1716—1718 годах учился в Лундском университете под руководством профессора метафизики Регелиуса. Изучал латынь, философию, военное дело, труды Цицерона, Юлия Цезаря, Плутарха. Прекрасно фехтовал, неплохо рисовал и играл на музыкальных инструментах.

## Служба в Саксонии и Польше
В 1720 году вместе с отцом уехал в Гамбург. С 1721 года служил в конном полку саксонской гвардии под фамилией де Лазиск. В 1726 году по требованию России был вынужден покинуть Саксонию, переехал в Австрию, затем в Польшу, где стал адъютантом коронного гетмана.
В 1729 году встретился с французским послом в Польше Антуаном-Феликсом маркизом де Монти, одним из наиболее активных сторонников реставрации на польском престоле профранцузски настроенного короля Станислава Лещинского, жившего в эмиграции во Франции. Де Монти посчитал, что именно Орлик может после ожидавшейся кончины польского короля Августа II доставить в Польшу Станислава Лещинского и деньги для подкупа избирателей нового короля. Под именем капитана шведской гвардии Бартеля Орлик был направлен де Монти в Париж. Там он познакомился со Станиславом Лещинским, встречался с ведущими государственными деятелями Франции, в том числе с первым министром кардиналом Флери.

## Французский дипломат и разведчик
В 1730 году был зачислен на дипломатическую службу Франции и направлен французским правительством в Стамбул под видом капитана швейцарской гвардии для содействия созданию антирусской коалиции. В это время тайно встречался со своим отцом, жившим под надзором турецких властей в Салониках. В 1731 году отбыл во Францию, где призывал власти этой страны подтолкнуть крымского хана к нападению на российскую территорию и предложил себя в качестве французского представителя для переговоров с ханом. Полагал, что такое нападение может способствовать освобождению Украины из-под власти России.
В 1732 году был под видом персидского купца отправлен обратно в Стамбул, а оттуда — с документами врача-француза — к крымскому хану Каплану Гирею, с которым был знаком в детстве. Получив заверения от хана, что тот при необходимости нанесёт удар по России, вернулся в Стамбул.
После смерти Августа II в 1733 году доставил в Варшаву из Парижа Станислава Лещинского и миллион флоринов для подкупа шляхты. В восьмидневной тайной поездке короля (путешествовавшего под видом немецкого купца) и Орлика сопровождал только один французский дворянин. После этого вернулся в Париж, где получил в награду от короля Людовика XV бриллиант стоимостью 10 тысяч экю, а от королевы Франции — дочери Станислава Лещинского — её портрет, украшенный драгоценными камнями.
В начале 1734 года был вновь отправлен с миссией в Стамбул и к крымскому хану. Биограф Григора Орлика Илько Борщак утверждает, что в это время он также тайно посетил Украину и общался с оппозиционными российской власти казачьими командирами (однако документально эта версия не подтверждена). Но его миссия закончилась безрезультатно — Турция и хан в это время не начали войну с Россией. После этого выдвинул экзотичный проект переселения запорожских казаков на Рейн под французскую опеку, который не получил поддержки правительства.
В 1735 году был направлен в Кёнигсберг вывозить оттуда Станислава Лещинского, который был смещён с престола после ввода в страну русских войск и нашёл убежище в Восточной Пруссии. После выполнения этого поручения жил во Франции, но уже в 1737 году, в ходе русско-турецкой войны, был снова направлен с тайной миссией в Турцию. В 1739 году, путешествуя под видом французского купца, в последний раз встретился с отцом, жившим в те годы в Бухаресте и Яссах. Во время русско-шведской войны в 1742 году был направлен с миссией в Швецию, всячески старался убедить шведское правительство продолжать боевые действия. После смерти отца в том же 1742 году стал фактическим лидером немногочисленной «мазепинской» украинской эмиграции.
Принадлежал к личной спецслужбе Людовика XV, которая носила название Secret du roi («Секрет короля») — не доверяя официальной французской дипломатии, король предпочитал опираться на лично знакомых ему людей, в том числе и Орлика, который в 1744 году был награждён орденом святого Людовика (также имел шведский орден Меча и польский орден Белого Орла от Станислава Лещинского).
В течение всей своей деятельности в качестве французского дипломата и разведчика Орлик стремился организовать антироссийскую коалицию из Франции, Швеции, Польши, Турции, Крыма, считая, что с её помощью можно добиться создания украинского государства.

## Военачальник
В 1745—1747 годах участвовал в составе французской армии в нескольких сражениях (в том числе в известной битве под Шарлеруа), в осаде Намюра.
В 1747 году в Версале в присутствии короля женился на представительнице знатного рода Луизе-Элен ле Брюн де Дентевиль. После этого стал крупным французским землевладельцем и смог содержать полк (в тогдашней французской армии командные должности занимали только состоятельные люди, имевшие возможность прокормить и оснастить своих подчинённых). В том же году был произведён в полковники и назначен командиром драгунского полка Royal suédois («Королевские шведы»), расквартированного в Лотарингии. Король официально признал за ним титул графа.
В этом качестве сохранял тесные связи с украинскими эмигрантами, вёл с ними переписку. Продолжал сотрудничать с «Секретом короля», был своего рода «экспертом» по украинским делам при французском дворе. Его кандидатура рассматривалась на пост французского посла в Стамбуле, но назначение не состоялось из-за опасения конфликта с Россией.
В 1757 году ему был присвоен чин бригадного генерала. Участвовал в Семилетней войне, в том числе в битвах под Росбахом, Циммдергафеном и Лютцельбергом, в осаде Астемберга и занятии Ганновера. В 1759 был командиром корпуса в армии маршала де Бройля. 13 апреля 1759 года отличился в битве при Бергене, близ Франкфурта-на-Майне, способствовав поражению прусских войск. В этой битве был ранен и 25 мая произведён в генерал-лейтенанты.
1 июля 1759 года, не оправившись до конца от раны, вновь возглавил корпус. 1 августа того же года участвовал в неудачном для французов сражении под Минденом, в котором вновь был ранен.
14 ноября 1759 года умер от ран в Германии и был похоронен на берегу Рейна. Людовик XV писал его вдове: Мадам! Я потерял достойнейшего дворянина Франции, смелого и выдающегося генерала, имя которого останется в славных анналах Армии. В безграничном горе, что у Вас случилось, найдите утешение в этом моём признании, что господин граф Орлик умер, как следует умирать человеку его рода и достоинства.